# Строеж на лодка
Строежът на лодка е един от най-древните методи на инженерството.

## Елементи
Всяка част от корпуса на лодката има различно предназначение:
- Нос или форщевен (Bow) – предната и обикновено заострена част на корпуса. Предназначението му е да намалява съпротивлението на водата при движение. Трябва да е достатъчно висок, за да предотврати навлизане на вода в корпуса.
- Бушприт (bow sprit) – удължение в предната част на корпуса.
- Кърма (Stern)- най-задната част на корпуса.
- Прегради (Bulkhead) – вътрешните стени на скелето.
- Хидрокриле – дълги, надлъжни шини върху корпуса.
- Палуба (deck) – горната част на корпуса.
- Планшир (gunwale) – най-високите надлъжни структурни елементи от корпуса. В миналото върху тях са били разполагани оръдия във военните кораби.
- Кил (keel) – най-дългата и здрава греда по дължината на лодката.
- Килсон (keelson) – вътрешна греда, застопорена върху върха на кила.
- Рул (rudder) – устройство, намиращо се в задната част на корпуса, с което се управлява лодката
- Фалшборд – ограждение по края на външната палуба.
- Шпангоути (rib) – Ребра. Извити греди, разположени напречно на лодката от вътрешната страна. Тръгват от киловата греда и стигат чак до палубата.
- Бимс (Beem) – напречни греди, които стигат от единия до другия борд. Върху тях е закрепена палубата.
- Пилерс () – Вертикални подпори.
- Шпигати () – Отвори за изтичане на водата.
- Пайол () – хоризонтални плоскости или дъски, които седят на дъното на лодката или на дъното на кокпита.
- Кубрик (cockpit) – отсек, малко по-нисък от палубата, в който седи екипажът.
- Трюм (bilge) – помещения, затворени между две преградни стени под палубата.
- Рундук (hold) – помещение, в което стоят въжета, багажи и др.
- Стрингер (strake) – надлъжни греди, разположени от вътрешната страна по борда, с цел увеличаване здравината на корпуса.
- Щурц (transom) – отвор в задната част на корпуса. При по-малките лодки там се разполага извънборден двигател.

## Материали и методи за конструкция
При строежа на лодка има голямо разнообразие от материали:
- Дърво – традиционният материал за строеж. Има добра плавателност, евтино е и лесно за обработка. Негниещи дървесини, като кедър и дъб, са най-често използвани. За закрепване се използват „лепкави“ винтове или пирони. Някои от методите за дървен строеж са:
  - С гладка обшивка – оформя се гладък корпус от дървени греди, съчленени към скеле. Между талпите се поставя „мазилка“ от кълчища или памук, покрити с водонепропускваема субстанция.
  - Чрез шплака (clinker) – техника, използвана от викингите. Дървените греди се застъпват една друга.
  - Чрез листове от шперплат, съединени към скеле.

- Стомана (в миналото желязо) – използват се метални листове за направата на корпуса. Стоманата е здрава, но тежка; ръждясва без защита от водата.
- Алуминий – използват се метални листове за направата на корпуса. Изисква специална обработка при производството. Въпреки че е лесен за рязане, алуминият се заварява трудно.
- Фибростъкло (GRP).
- Армиран бетон (армобетон)
- Лабораторно създадени материали.

## Сал
Салът е всяка плоска плаваща структура за придвижване по вода. Той представлява най-простият пример за лодка. Основната особеност е липсата на корпус. Саловете плуват благодарение на използваните „плаващи“ материали, например: дърво, запечатани понтони или въздушни джобове.